# NGC 4711
NGC 4711 is een balkspiraalstelsel in het sterrenbeeld Jachthonden. Het hemelobject werd op 1 mei 1785 ontdekt door de Duits-Britse astronoom William Herschel.

## Synoniemen
- IC 3804
- UGC 7973
- MCG 6-28-33
- ZWG 188.22
- IRAS 12463+3536
- PGC 43286